# Miechowice (powiat włocławski)
Miechowice (dawniej Michowice) – wieś w Polsce położona w województwie kujawsko-pomorskim, w powiecie włocławskim, w gminie Brześć Kujawski.
Wieś królewska, położona w II połowie XVI wieku w powiecie brzeskokujawskim województwa brzeskokujawskiego, należała do starostwa brzeskokujawskiego. W latach 1975–1998 miejscowość należała administracyjnie do województwa włocławskiego. Według Narodowego Spisu Powszechnego (III 2011 r.) liczyła 106 mieszkańców. Jest 24. co do wielkości miejscowością gminy Brześć Kujawski.
| SIMC    | Nazwa       | Rodzaj    |
| ------- | ----------- | --------- |
| 1033102 | Szczepanowo | część wsi |

W XIX w. wieś Michowice (albo Miechowice) położona była na terenie gminy Falborz, parafia Brześć Kujawski. Była tam szkoła początkowa. Na Miechowice w 1827 składały się:
- wieś – 14 domów, 123 mieszkańców, gospodarstw 18, powierzchnia 474 mórg.
- kolonia Miechowice – 3 domy, 17 mieszkańców, gospodarstw 15, powierzchnia 136 mórg.
- folwark – powierzchnia 455 mórg.

Do 1939 wieś była w gminie Falborz, w powiecie włocławskim, w województwie warszawskim. Majątek ziemski w Miechowicach przed 1945 należał do Cez. Bacciarellii (Potomek Bacciarellego. Krewny tego właściciela ziemskiego Kazimierz Bacciarelli miał w pobliskiej wsi Jądrowice gospodarstwo o powierzchni 358 ha).